# Shine a Light (film)
A Shine a Light az egyik dokumentumfilm a Rolling Stonesról. A filmet 2006-ban rögzítették a New York-i Beacon Theatre színházban a csapat Bigger Bang turnéján. A film címe, a Shine a Light azonos egy 1972-es albumon (Exile on Main St.) szereplő dal címével.
Az 58. Berlinále (2008. február 7-17. – Berlini Nemzetközi Filmfesztivál) nyitófilmje volt a Martin Scorsese által rendezett alkotás.

## A DVD változat dalai
1. Jumping Jack Flash
2. Shattered
3. She Was Hot
4. All Down the Line
5. Loving Cup (Jack White közreműködésével)
6. As Tears Go By
7. Some Girls
8. Just My Imagination (Running Away with Me)
9. Far Away Eyes
10. Champagne And Reefer (Buddy Guyjal)
11. Tumblin Dice
12. You Got the Silver
13. Connection
14. Sympathy for the Devil
15. Live with Me (Christina Aguilerával)
16. Start Me Up
17. Brown Sugar
18. (I Can’t Get No) Satisfaction
19. Shine a Light (Stáblista alatt)

### Extrák
1. Kimaradt jelenetek
2. Ráadásdalok:
  1. Undercover of the Night
  2. Paint It Black
  3. Little T&A
  4. I’m Free